# یاسمین (فیلم)
یاسمین (انگلیسی: Yasemin) فیلمی درام به کارگردانی هارک بوم است که در سال ۱۹۸۸ میلادی منتشر شد. این فیلم در سی و هشتمین دورهٔ جشنواره بین‌المللی فیلم برلین به نمایش درآمد و نمایندهٔ آلمان غربی در شصت و یکمین دوره جوایز اسکار برای رقابت در جایزه اسکار بهترین فیلم بین‌المللی بود که البته به فهرست نهایی نامزدها راه نیافت.

## بازیگران
- آیزه رومی
- شنر شن
- نورسل کوسه
- کورینا هارفوش
- میشائیل گویسدک